# 캐스케이드 (음악가)
라이언 개리 래던(영어: Ryan Gary Raddon, 1971년 2월 25일 ~ )은 캐스케이드(영어: Kaskade)라는 이름으로 잘 알려진 미국의 디스크자키이자 음악 프로듀서이다.